# Rhaphidostichum brevisetum
Rhaphidostichum brevisetum är en bladmossart som beskrevs av Edwin Bunting Bartram 1940. Rhaphidostichum brevisetum ingår i släktet Rhaphidostichum och familjen Sematophyllaceae. Inga underarter finns listade i Catalogue of Life.